# Spooky Tooth
Spooky Tooth — британская рок-группа, образованная в 1967 году в Карлайле, Англия участниками The VIPs, The Ramrods и Art. Spooky Tooth, исполнявшие хард-рок с элементами прогрессив, одними из первых (наряду с The Band и Procol Harum) использовали клавишный дуэт в составе. Группа, в ранние годы нередко сравнивавшаяся с Traffic (делами обеих групп управлял один менеджер, Джимми Миллер), исполняла более тяжелую и мрачную музыку. Первую известность Spooky Tooth принёс трек «Tobacco Road» (версия классический вещи Джона Д. Лаудермилка), самым успешным коммерчески был второй альбом Spooky Two.
В 1970 году группа распалась. Грег Ридли образовал Humble Pie, Райт перешел в Wonderwheel, Лютер Гроссвенор (под именем Ариэль Бендер) играл в Steeler’s Wheel и позже в Mott the Hoople. Майк Келли стал участником поп-панк-группы The Only Ones. Мик Джонс, участвовавший в реформированном составе Spooky Tooth (1972-74 годы), более известен сейчас как участник Foreigner.

## Дискография
- It’s All About (1968}
- Spooky Two (1969)
- Ceremony (1970)
- The Last Puff (1970)
- Tobacco Road (It’s All About, 1971)
- You Broke My Heart So I Busted Your Jaw (1973)
- Witness (1973)
- The Mirror (1974)
- Pop Chronic (1975)
- That Was Only Yesterday (1976)
- Spooky Tooth (1987)
- Cross Purpose (1999)
- The Best of Spooky Tooth: That Was Only Yesterday (1999)
- Comic Violence (2000)
- BBC Sessions (2001)
- Nomad Poets (DVD) (2007)